# Бисковичская сельская община
Бисковичская сельская общи́на (укр. Бісковицька сільська громада) — территориальная община в Самборском районе Львовской области Украины.
Административный центр — село Бисковичи.
Население составляет 18 166 человек. Площадь — 218,8 км².

## Населённые пункты
В состав общины входит 34 села:
- Барановцы
- Берестяны
- Билычи
- Бисковичи
- Букова
- Вербовка
- Верховцы
- Выкоты
- Владиполь
- Волица
- Воля-Баранецкая
- Воютичи
- Заречье
- Заречье
- Колония
- Копань
- Красница
- Лановичи
- Лютовиска
- Максимовичи
- Малая Вербовка
- Малые Барановцы
- Межгайцы
- Надыбы
- Пьяновичи
- Ракова
- Рогозно
- Рудня
- Садковичи
- Соседовичи
- Тарава
- Язы